# Diecezja La Vega
Diecezja La Vega (łac. Dioecesis Vegensis) – katolicka diecezja w Dominikanie należąca do archidiecezji Santiago de los Caballeros. Została erygowana 25 września 1953.

## Ordynariusze
- Francisco Panal Ramírez, O.F.M. (1956–1965)
- Juan Antonio Flores Santana (1966–1992)
- Antonio Camilo González (1992–2015)
- Héctor Rafael Rodríguez Rodríguez (2015–2023)
- Carlos Tomás Morel Diplán (od 2024)

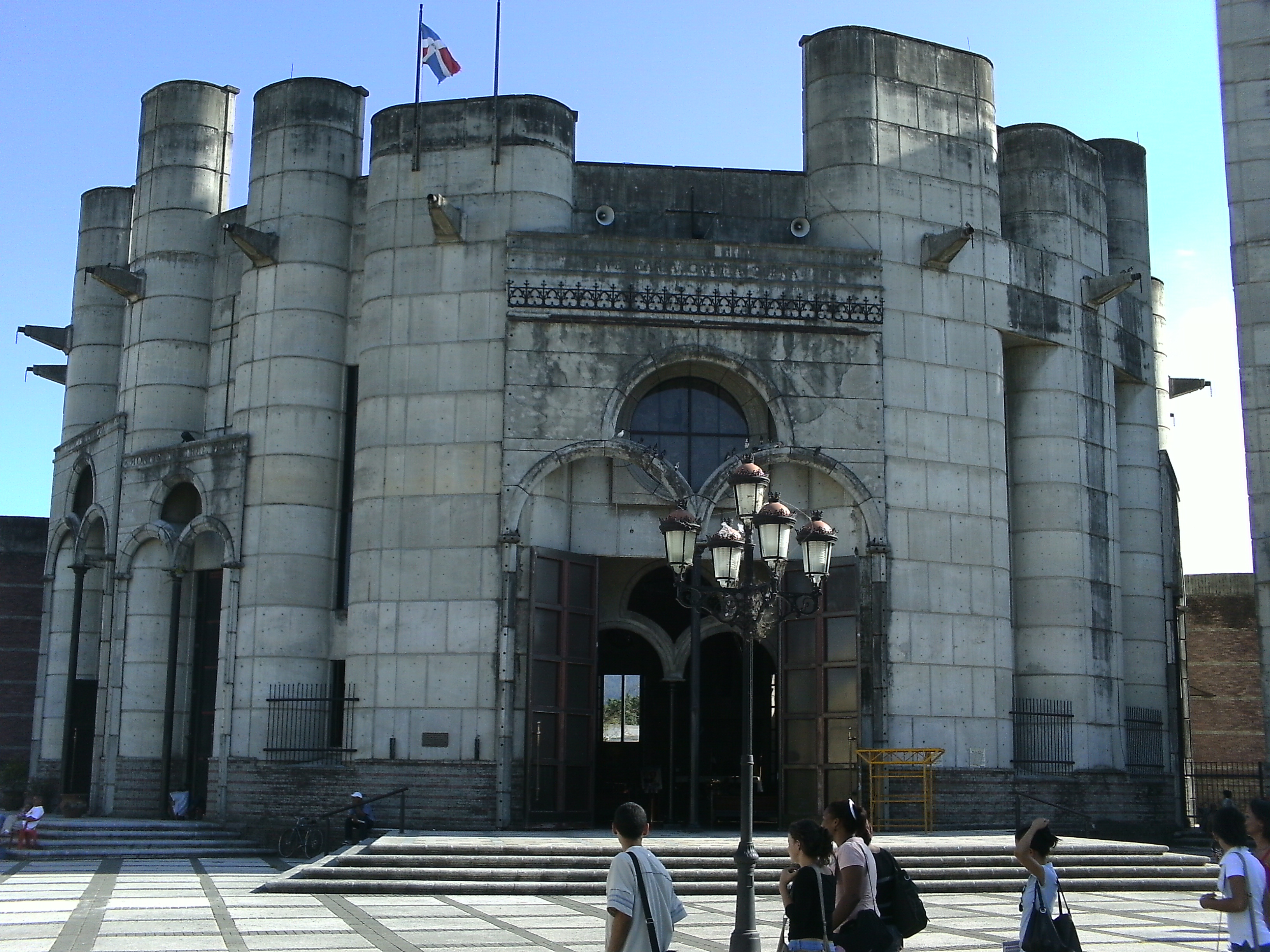
Katedra w La Vega